# تایموسای باوادرا
تایموسای باوادرا (انگلیسی: Timoci Bavadra؛ ۲۲ سپتامبر ۱۹۳۴ – ۳ نوامبر ۱۹۸۹) سیاست‌مدار اهل فیجی بود. وی نخست وزیر سابق فیجی است.